# Villa Kebbel

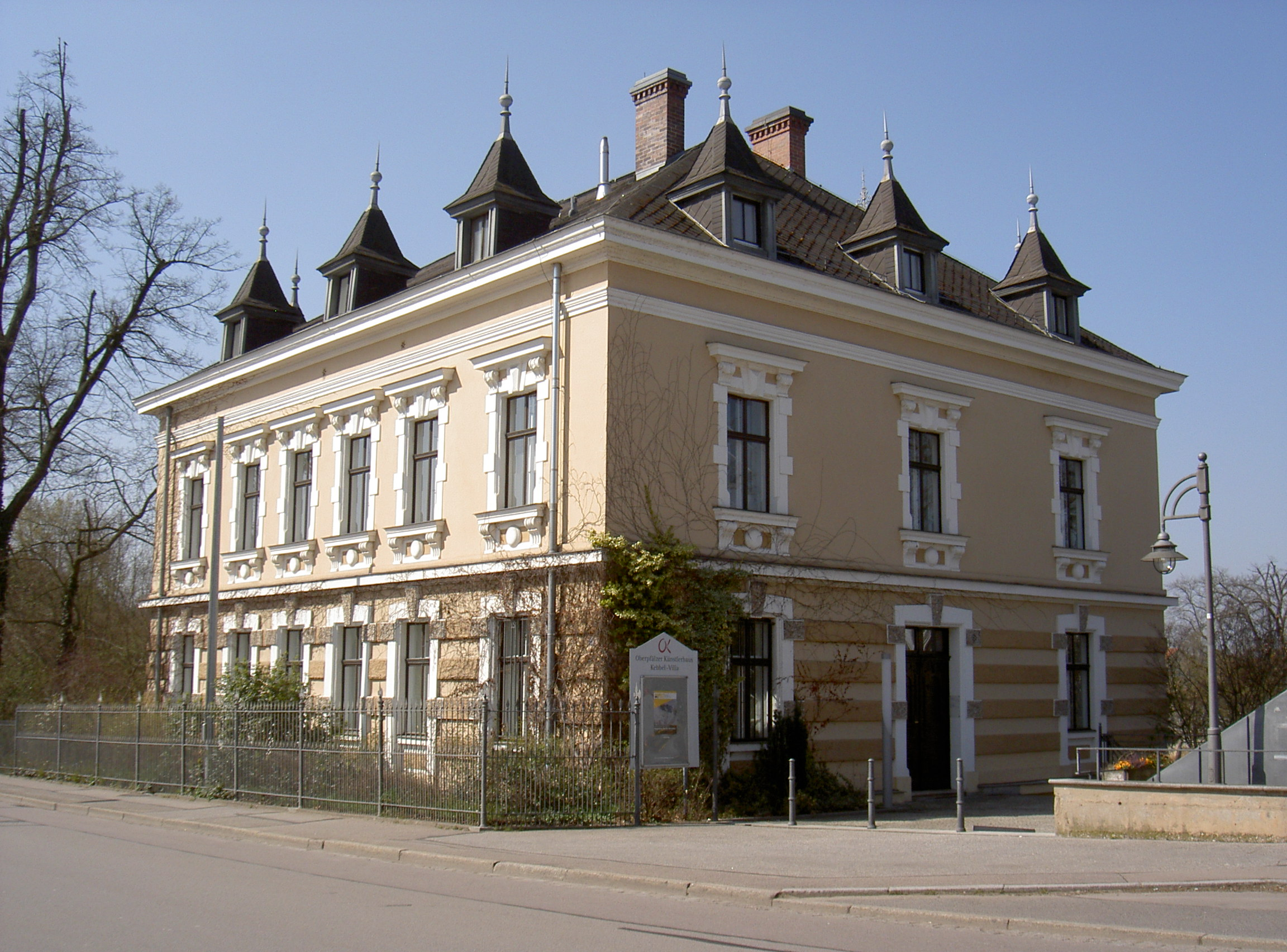
Die Kebbel Villa (2014)

Die Kebbel Villa ist ein Ausstellungshaus und Museum für zeitgenössische Kunst in Schwandorf-Fronberg in der Oberpfalz. Seit 1988 beherbergt der Gründerzeitbau das Oberpfälzer Künstlerhaus. In der Kebbel Villa befindet sich auch die Koordinationsstelle für das angeschlossene, vom Förderverein Oberpfälzer Künstlerhaus betriebene internationale Artist-in-Residence-Programm. Die Kebbel Villa versteht sich als ein Ort des Austausches, an dem die Präsentation, Produktion und Förderung zeitgenössischer Kunst im Zentrum stehen. 

## Geschichte
1884 gab Josef Eigner, der damalige Direktor des angrenzenden Eisenwerks (heute Fronberg Guss), beim Baumeister und Architekten Johann Urban die Errichtung eines repräsentativen Wohnhauses in Auftrag. 1888 wurde der Bau fertiggestellt, Eigner war allerdings bereits im Vorjahr verstorben. 1889 wurde der Gutsbesitzer Andreas Kebbel neuer Eigentümer, wodurch das Gebäude den Namen „Kebbel Villa“ (auch: Kebbelvilla) erhielt. 1945 und 1946 arbeiteten amerikanische Soldaten in der Villa und betrieben dort ein Kino und Casino; anschließend wurden dort Flüchtlinge und Ausgebombte untergebracht. 1966 erwarb die Gemeinde Fronberg den Bau samt angrenzendem Park von der Erbengemeinschaft Kebbel. 1972 wurde Fronberg im Zuge der Gemeindegebietsreform Teil der Stadt Schwandorf; im Folgejahr wurde die Kebbel Villa unter Denkmalschutz gestellt. Nach provisorischen Zwischennutzungen des Gebäudes entschied sich der Schwandorfer Hauptausschuss 1981 dafür, die Kebbel Villa fortan als ein Haus der Kunst zu betreiben. Da das baufällige Gebäude erst renoviert und an seine neue Nutzung angepasst werden musste, dauerte es bis 1988, bis das Haus als Oberpfälzer Künstlerhaus eröffnet werden konnte.

## Architektur und Gebäudeensemble
Die Fassade der Kebbel Villa, eines zweigeschossigen Massivbaus mit Walmdach samt Fenstergauben mit Pyramidendach, ist im Gründerzeitstil gehalten. Die nach Nordwesten orientierte Rückfassade zeichnet sich durch einen runden Eckturm im Westen und einen mittigen Zwerchhausrisalit aus. Von dieser Seite ist auch das Kellergeschoss ebenerdig begehbar.
Die über 500 m² Ausstellungsfläche verteilen sich auf drei Stockwerke, wobei das Dachgeschoss hauptsächlich als Veranstaltungsraum für Konzerte, Lesungen, Vorträge u. Ä. genutzt wird. Obwohl im Rahmen der Renovierungsarbeiten einige innenarchitektonische Veränderungen vorgenommen wurden, stammen viele Bauelemente, wie das schmiedeeiserne Treppengeländer oder der Mosaikboden im Flur des ersten Obergeschosses, noch aus der Erbauungszeit gegen Ende des 19. Jahrhunderts.
An die Kebbel Villa grenzt ein heute öffentlich zugänglicher Skulpturenpark an. Auf dem Gelände befinden sich auch der „Sperlstadl“ (ehemalige Remise), der heute als Veranstaltungssaal genutzt wird, und das Internationale Künstlerhaus, das Residenzgebäude für den internationalen Austausch.

## Oberpfälzer Künstlerhaus
Seit 1988 zeigt die Kebbel Villa wechselnde Einzel- und Gruppenausstellungen zeitgenössischer Kunstschaffender, darunter Richard Vogl, der SPUR-Künstler Helmut Sturm oder Maria Seidenschwann. Trotz des Namens „Oberpfälzer Künstlerhaus“ verband das Ausstellungsprogramm früh regionale mit nationalen sowie internationalen Positionen. Jüngste Beispiele sind Ausstellungen wie „Unnatürliche Geschichten“ des tschechischen Künstlers Jan Švankmajer oder „Descent Into Hell“ der US-Amerikanerin Jacky Connolly. 2023 präsentierte der deutsche Maler André Butzer in den Räumlichkeiten der Kebbel Villa eine aufsehenerregende Ausstellung, die das Pendant zu seiner zeitgleich im Thyssen-Bornemisza National Museum Madrid gezeigten Retrospektive bildete. Während in Madrid die bekannten, großformatigen Malereien Butzers gezeigt wurden, verzichtete er in Schwandorf nicht nur vollständig auf seine Bilder, sondern auch auf den Einbezug der Wände als Präsentationsflächen. Das Ausstellungsprogramm der Kebbel Villa wird von Begleitveranstaltungen wie Lesungen, Vorträgen, Performances, Filmscreenings und musikalischen Programmpunkten umrahmt.
Das Oberpfälzer Künstlerhaus beherbergt drei Sammlungen zeitgenössischer Kunst: die Sammlung des Bezirks Oberpfalz, deren Neuankäufe einmal jährlich im Kontext der bestehenden Werke präsentiert werden, sowie die Sammlung der Stadt Schwandorf und die Sammlung des Fördervereins Oberpfälzer Künstlerhaus.
Im Kellergeschoss des Hauses befinden sich Druckwerkstätten für Radierung, Lithographie, Siebdruck, Linolschnitt und Heliogravüre. Erfahrene Werkstattleiter bieten dort regelmäßig Kurse an. Seit der Gründung des Künstlerhauses findet zudem zweimal jährlich die Aktion „Malen im Park“ statt.
Von 1988 bis 2013 war der Künstler und Kurator Heiner Riepl der erste Leiter des Hauses. Ihm folgte Andrea Lamest, die zuvor das Europäische Künstlerhaus Schafhof in Freising geleitet hatte. Von 2019 bis 2021 übernahm die Kunsthistorikerin Christina Lanzl die künstlerische Leitung des Hauses. Der derzeitige Leiter ist Jürgen Dehm.

## Artist-in-Residence-Programm
Das internationale Artist-in-Residence-Programm mit den Bereichen bildende Kunst, Literatur und Komposition wird vom Förderverein Oberpfälzer Künstlerhaus getragen. Es begann 1989 durch den Austausch mit dem Virginia Center for the Creative Arts (VCCA) in den USA. Bis heute ist die Kebbel Villa das einzige deutsche Partnerhaus des VCCA.
Nachdem anfangs Räume in der Kebbel Villa als Ateliers für den Austausch genutzt wurden und die Gäste in einem nahegelegenen Hotel untergebracht waren, initiierte der Förderverein Oberpfälzer Künstlerhaus ab 1995 den Bau einer Künstlerkolonie. 2000 konnte das Internationale Künstlerhaus mit seinen beiden flankierenden Ateliers schließlich eröffnet werden. Seitdem wird es im Rahmen des mit internationalen Partnerhäusern durchgeführten Stipendienprogramms für Bildende Kunst, Komposition und Literatur als Wohn- und Arbeitsraum genutzt.
Derzeit empfängt das Internationale Künstlerhaus pro Jahr etwa 20 Stipendiaten aus den USA, Kanada, Frankreich, Irland, Norwegen, Tschechien, Ungarn, der Ukraine und Deutschland. Im Gegenzug entsendet der Förderverein jährlich Kunstschaffende aus den Bereichen Bildende Kunst, Literatur und Komposition mit einem Bezug zu Bayern in die internationalen Partnerhäuser. Zu den bisherigen Stipendiaten zählen u. a. die Künstlerin Christiane Kaufmann und die Schriftstellerin Dana von Suffrin.
Die Institution gehört seit 1994 dem Netzwerk „Res Artis“ an und zählt neben dem Künstlerhaus Villa Waldberta, dem Internationalen Künstlerhaus Villa Concordia und dem Europäischen Künstlerhaus Schafhof zu den vier renommierten bayerischen Institutionen, die künstlerische Austauschprogramme pflegen.